# منطقه شهری حیفا
منطقه شهری حیفا (انگلیسی: Haifa metropolitan area، عبری: מטרופולין חיפה‎) یک منطقه شهری شامل مناطقی از حیفا و مناطق شمالی اسرائیل است. این منطقه در امتداد خط ساحلی مدیترانه‌ای اسرائیل واقع شده است. با جمعیتی حدود ۱ میلیون نفر، منطقه شهری حیفا سومین منطقه شهری بزرگ در اسرائیل، پس از کلان‌شهر تل‌آویو و اورشلیم بزرگ است.